# Station Haelen
Station Haelen is het voormalige station van Haelen. Het station is gelegen aan de spoorlijn Roermond-Weert.
Station Haelen werd geopend op 20 juli 1879 en werd voorzien van een stationsgebouw. Op 1 mei 1939 werd het station gesloten, maar het gebouw bleef staan tot 1974. Tegenwoordig wil de bevolking dat Haelen weer een stopplaats zal worden voor treinen.

## Nieuw station in Haelen in 2015
Op initiatief van de dorpsraad Haelen is er begin juli 2012 een actie gestart om weer een station in Haelen te krijgen. In 2015 worden de nieuwe concessies voor het openbaar vervoer in Limburg uitgegeven. Er wordt getracht dan tevens een stoptreinverbinding Roermond - Weert te realiseren met twee stations namelijk in Haelen en in Baexem. De gemeente en de provincie ondersteunen dit initiatief.